# Andreas Landwehr

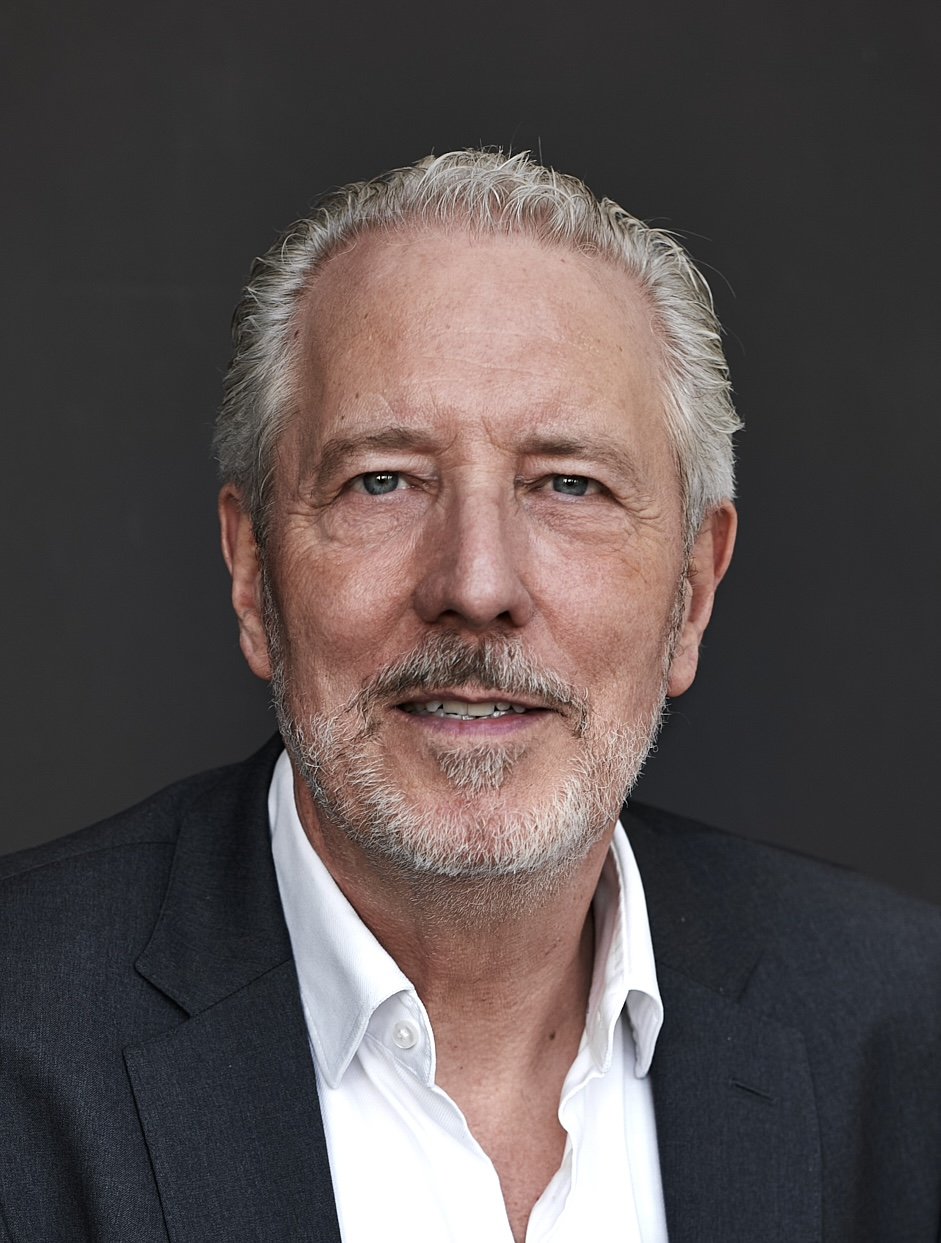
Andreas Landwehr

Andreas Landwehr (* 22. März 1959 in Düsseldorf) ist ein deutscher Journalist und langjähriger China-Korrespondent. Er wurde 2011 mit dem Liberty Award ausgezeichnet.

## Leben
Andreas Landwehr besuchte das Alexander-von-Humboldt-Gymnasium in Neuss und studierte von 1978 bis 1983 Chinesisch in Taipeh und Bonn, wo er ein Chinesisch-Diplom erwarb. Von 1984 bis 2024 arbeitete er für die Deutsche Presse-Agentur dpa. Bei seiner Arbeit in der damals in Hamburg ansässigen dpa-Zentrale von 1985 bis 1990 verfolgte er als Inlandsredakteur die deutsche Wende und den Beginn der Wiedervereinigung. 1990 ging er als Auslandskorrespondent nach Washington, von wo er u. a. über den Golfkrieg zur Befreiung Kuwaits und über die Wahl Bill Clintons (1992) zum US-Präsidenten berichtete. Von 1993 bis 2023 war Andreas Landwehr dpa-Bürochef in Peking, wo er für die Volksrepublik China, Taiwan, Hongkong und die Mongolei zuständig war. Von 2023 bis 2024 arbeitete Landwehr in der dpa-Zentrale in Berlin. Seit September 2024 ist Andreas Landwehr als freier Autor für China.Table, die Katholische Nachrichten-Agentur KNA und diplo.news tätig.
Andreas Landwehr ist der Neffe des Dominikanerpaters Gordian Landwehr.

## Arbeit
Andreas Landwehr berichtete aus Peking über den Tod Deng Xiaopings und die Rückgabe Hongkongs 1997 und Macaos 1999, die Demokratisierung Taiwans und Chinas Aufnahme in die Welthandelsorganisation WTO. In Peking erlebte er den Ausbruch von SARS 2002/2003 und die Olympischen Spiele 2008. Im gleichen Jahr berichtete er auch über die Aufstände in Tibet und das Erdbeben von Sichuan. Er interviewte viele chinesische Führer (u. a. Jiang Zemin, Zhu Rongji und Wen Jiabao), aber auch viele Dissidenten (u. a. Bao Tong, Wang Dan, Wu’er Kaixi). Auf vielen Reisen lernte er China kennen, er war mehrfach in Tibet. Auch reiste er wiederholt nach Nordkorea.
Andreas Landwehr war Mitglied des G7- und G20-Teams der dpa und berichtete bei den jährlichen Gipfeltreffen unter anderem über Handelsfragen, Klimawandel, Entwicklungsthemen, Hilfsorganisationen und die asiatischen Staats- und Regierungschefs.
2013 bis 2023 hatte Landwehr die Leitung des neu geschaffenen dpa-Regionalnetzes Ostasien inne, zu dem neben dem Großraum China auch Japan und Südkorea gehören. Von 2020 bis 2023 leitete er auch die Asien-Pazifik-Region.

## Auszeichnung
2011 wurde Andreas Landwehr mit dem Liberty Award der Reemtsma Stiftung ausgezeichnet, der herausragende Auslandskorrespondenten würdigt, die sich in außergewöhnlicher Weise für die Freiheit einsetzen. In der Laudatio wird hervorgehoben, dass Andreas Landwehr sich in seiner Berichterstattung seit 1993 besonders um Menschenrechtsthemen verdient gemacht habe, wobei er nie seine eigenen Einschränkungen, sondern immer das Thema in den Vordergrund gestellt habe.

## Artikel
- Drohende Blockaden. Taiwan erhofft sich Waffenlieferungen von einer neuen Bundesregierung - zur Verteidigung gegen ein immer aggressiveres China. Eindrücke von einer Reise in Taiwan, diplo.news 28.11.2024
- Geschäft im Käfig: 30 Jahre "sozialistische Marktwirtschaft" in China, Deutsche Welle, 29. März 2023
- Chinas Zwölf-Punkte-Plan für die Ukraine im Detail, Die Welt, 24. Februar 2023
- Erstmals seit 1961: Chinas Bevölkerung schrumpft, RND, 17. Januar 2023
- Warnung vor „gefährlichen Stürmen“: Xi will Macht stärken, Berliner Zeitung, 16. Oktober 2022
- Ein Vorbild für andere? Wie Taiwan die Corona-Krise meistert, ntv, 27. April 2020
- Coronavirus in China: «Ein Rennen gegen den Tod», stimme.de, 5. Februar 2020
- Nur die Angst ist schneller als das Virus: China zieht die Notbremse, Tiroler Tageszeitung, 27. Januar 2020
- Totale Überwachung. Warum finden Chinesen soziale Kontrolle gut, Tiroler Tageszeitung, 23. Juli 2018
- Punktesystem dank Big Data. China schafft sich seine Untertanen, ntv, 2. März 2018
- China schafft digitales Punktesystem für den "besseren" Menschen, heise online, 1. März 2018